# Hypnotize (canción de System of a Down)
«Hypnotize» es una canción interpretada por la banda System of a Down. Fue lanzada como el primer sencillo de su álbum de 2005 Hypnotize. El sencillo alcanzó la primera posición en la lista Hot Modern Rock Tracks de la revista Billboard.

## Video musical
El video musical, dirigido por el bajista Shavo Odadjian, fue filmado en un concierto de la banda en septiembre de 2005 en la Van Andel Arena en Grand Rapids (Míchigan). Al inicio y al final del video se muestra a un helicóptero esparciendo una materia roja sobre la ciudad, formando la cubierta del álbum.

## Listado de canciones
| Sencillo promocional |             |          |  |
| N.º                  | Título      | Duración |  |
| 1.                   | «Hypnotize» | 3:09     |  |

| Sencillo - CD 1 |                     |          |  |
| N.º             | Título              | Duración |  |
| 1.              | «Hypnotize»         | 3:09     |  |
| 2.              | «Science» (en vivo) |          |  |

| Sencillo - CD 2 |                      |          |  |
| N.º             | Título               | Duración |  |
| 1.              | «Hypnotize»          | 3:09     |  |
| 2.              | «Mr. Jack» (en vivo) |          |  |
| 3.              | «War?»               |          |  |

| Maxisencillo |                      |          |  |
| N.º          | Título               | Duración |  |
| 1.           | «Hypnotize»          | 3:09     |  |
| 2.           | «Science» (en vivo)  |          |  |
| 3.           | «Mr. Jack» (en vivo) |          |  |
| 4.           | «War?» (en vivo)     |          |  |
| 5.           | «Forest» (en vivo)   |          |  |

| Sencillo de 7 pulgadas |                    |          |  |
| N.º                    | Título             | Duración |  |
| 1.                     | «Hypnotize»        | 3:09     |  |
| 2.                     | «Forest» (en vivo) |          |  |

| Sencillo de iTunes |                                          |          |  |
| N.º                | Título                                   | Duración |  |
| 1.                 | «Hypnotize»                              | 3:09     |  |
| 2.                 | «Science» (en vivo en el London Astoria) |          |  |
| 3.                 | «Psycho» (en vivo en el London Astoria)  |          |  |